# Chthonius ligusticus
Espèce
Synonymes
- Chthonius microphthalmus ligusticus Beier, 1930
- Chthonius irregularis Beier, 1961
- Chthonius irregularis brevis Cîrdei, Bulimar & Malcoci, 1967

Chthonius ligusticus est une espèce de pseudoscorpions de la famille des Chthoniidae.

## Distribution
Cette espèce se rencontre en Italie et en Roumanie.

## Description
Chthonius ligusticus mesure de 1,5 à 1,7 mm.

## Liste des sous-espèces
Selon Pseudoscorpions of the World (version 3.0) :
- Chthonius ligusticus brevis Cîrdei, Bulimar & Malcoci, 1967
- Chthonius ligusticus ligusticus Beier, 1930

## Publication originale
- Beier, 1930 : Neue Höhlenformen der Gattung Chthonius (Pseudoscorp.). Annali del Museo Civico di Storia Naturale di Genova, vol. 55, p. 71-74 (texte intégral).
- Cîrdei, Bulimar & Malcoci, 1967 : Contributii la studiul pseudoscorpionidelor (ord. Pseudoscorpionidea) din Moldova (Masivul Repedea). Anale Stiintifice, Universitatii 'Al I Cuza' (Series Noua) (2) Biol, vol. 13, p. 237-242.